# Juan Botasso
Juan Carlos Botasso (Quilmes, 23 de octubre de 1908-Quilmes, 5 de octubre de 1950) fue un futbolista argentino que jugaba en la posición de portero.

## Trayectoria

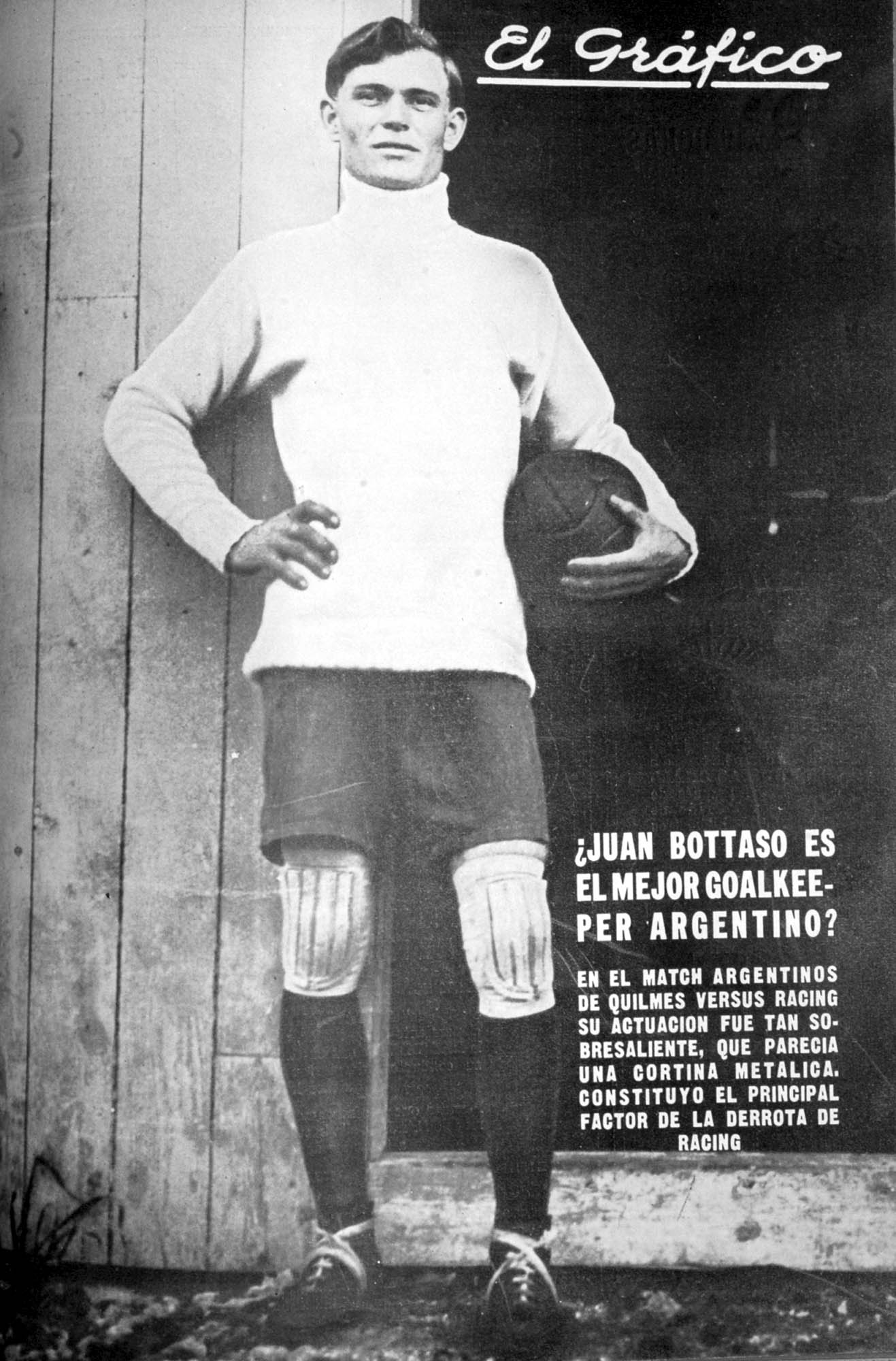
Juan Bottaso en 1928.

Botasso comienza su carrera en 1927, en el Argentino de Quilmes. Defiende la meta argentina durante la Copa del Mundo FIFA de 1930, donde su selección alcanza el segundo puesto. Botasso demostró su gran personalidad al reemplazar al portero titular Ángel Bossio en la semifinal contra los Estados Unidos y la final contra la selección anfitriona; Uruguay.
Racing Club de Avellaneda lo contrata tras el Mundial. Defenderá los colores de la Academia, apodo del equipo racinguista, hasta 1938, cuando retorna al club en el que se formó, Argentino de Quilmes, que disputaba la Segunda División.

### Participaciones en Copas del Mundo
| Mundial              | Sede    | Resultado  | Partidos | Goles |
| -------------------- | ------- | ---------- | -------- | ----- |
| Copa Mundial de 1930 | Uruguay | Subcampeón | 2        | 0     |

### Participaciones en Copas América
| Copa              | Sede      | Resultado | Partidos | Goles |
| ----------------- | --------- | --------- | -------- | ----- |
| Copa América 1929 | Argentina | Campeón   | 0        | 0     |

## Clubes
| Club                 | País      | Año         |
| -------------------- | --------- | ----------- |
| Quilmes              | Argentina | 1923 - 1926 |
| Argentino de Quilmes | Argentina | 1927 - 1930 |
| Racing Club          | Argentina | 1931 - 1935 |
| Quilmes              | Argentina | 1936 - 1937 |

## Palmarés

### Copas nacionales
| Título              | Club        | País      | Año  |
| ------------------- | ----------- | --------- | ---- |
| Copa Beccar Varela  | Racing Club | Argentina | 1932 |
| Copa de Competencia | Racing Club | Argentina | 1933 |

### Copas Internacionales
| Título       | Club                | Sede      | Año  |
| ------------ | ------------------- | --------- | ---- |
| Copa América | Selección Argentina | Argentina | 1929 |

## Juan y el tango
Recordada figura en la época amateur del fútbol argentino, tal fue la popularidad de Botasso, que se le dedicó un tango: Cortina Metálica. Su estrofa inicial dice: 

“La tribuna entera te saluda/“Botasito”,/Porque sos el mago de la “hinchada/Los Domingos sos cortina de negocio".